# Casteligo
Casteligo (llamada oficialmente San Martiño de Casteligo) es una parroquia y un lugar español del municipio de Chandreja de Queija, en la provincia de Orense, Galicia.

## Toponimia
La parroquia también es conocida por el nombre de San Martín de Casteligo.

## Organización territorial
La parroquia está formada por tres entidades de población:
- Bozqueimado
- Casteligo
- O Chao

## Demografía

### Parroquia
| Gráfica de evolución demográfica de Casteligo (parroquia) entre 2000 y 2022 |
|                                                                             |
| Datos según el nomenclátor publicado por el INE.                            |

### Lugar
| Gráfica de evolución demográfica de Casteligo (lugar) entre 2000 y 2022 |
|                                                                         |
| Datos según el nomenclátor publicado por el INE.                        |